# Torneo de Brisbane 2010
El Torneo de Brisbane es un evento de tenis de la serie 250, se disputa en Brisbane, Australia, haciendo parte de un par de eventos que hacen de antesala al Australian Open, entre el 3 y 10 de enero de 2010 en los cuadros principales masculinos y femeninos, pero la etapa de clasificación se disputó desde el 1 de enero.

## Día a día

### Día 1 (3 de enero)
Inician las actividades del torneo en el cuadro femenino individual y en el cuadro masculino de dobles.
En el cuadro individual femenino la belga Kim Clijster, número uno del torneo venció con comodidad a Garbin por 6-2 y 6-1, la séptima pre-clasificada Czink venció 6-4, 3-6 y 6-3 a Hradecka, Petkovic dio la sorpresa al vencer a la octava pre-clasificada Benesova 6-7, 6-2 y 6-1, otras que salieron victoriosas en la primera ronda fueron Molik, King y Zahlavova; En el cuadro masculino la pareja americana Roddick y Blake vencieron a Levinsky y Parrott 6-2 y 6-3.

### Día 2 (4 de enero)
Este día fue el debut del cuadro masculino en sencillos, con ello, el debut del preclasificado número 1 Andy Roddick y del campeón defensor Stepanek, los dos vencieron en su primera ronda a Peter Luczak y John Millman respectivamente, Belluci también alcanzó su pase a la segunda ronda venciendo el latino Juan Ignacio Chela 6-3, 3-6 y 6-1, la sorpresa de la jornada la dio el colombiano Alejandro Falla al vencer 6-4, 6-4 a Chardy; por el cuadro de dobles, las parejas Fisher/ Huss y Melzer/ Petzschner ganaron en su primer encuentro.
Por el cuadro femenino, Wozniak venció a Voskoboeva 6-2, 6-2, Hantuchova en tres sets se impuso a Ivanova 6-1, 6-7 y 6-1, Ivanovic también en tres sets superó a Dokic 7-5, 1-6, 6-3, la segunda preclasificada Nadia Petrova no puso avanzar a segunda ronda al verse superada por la leyenda de Justine Henin, otra favorita que callo en su primera presentación fue Kleybanova; en el cuadro de dobles cayeron dos parejas favoritas al título, Jans/ Rosolska y Groenefeld/ King.

### Día 3 (5 de enero)
Segunda presentación para la favorita del cuadro femenino, la belga Kim Clijster que en esta ocasión se impuso ante Molik 6-3, 6-0, otras victorias de segunda ronda fueron por parte de Ivanovic a Bacsinszky 6-2, 2-6 y 6-4, Czink venció a Zahlavova 6-3, 2-6, 6-1 y Petkovic derrotó a King 4-6, 6-2 y 6-1; en el cuadro de dobles femeninos la dupla Amanmuradova/ Chan se impuso a Benesova/ Erran por 2-6, 6-3 12-10.
Por el cuadro masculino se terminaron de jugar los partidos por la primera ronda, Monfils en un cerrado partido venció a Dent 7-6, 6-7 y 6-2, Berdych superó Lindahl 6-2, 6-4, otros que salieron victoriosos en la jornada fueron Ball, Ebden, Baghdatis, Blake, Serra y Dolgopolov; en el cuadro de dobles la dupla favorita Dlouhy/ Paes vencieron a Ball/ Querrey 7-5, 6-3.

### Día 4 (6 de enero)
El americano Andy Roddick logró su paso a los cuartos de final tras vencer en un cerrado partido al local Carsten Ball 7-6, 6-3, otros favoritos que lograron su paso a la siguiente ronda fueron Berdych al vencer a Baghdatis 6-0, 6-1, Belluci a Levy 6-4, 4-6, 6-4, Monfils venció a Serra 6-7, 7-6, 6-1 y Stepanek Dolgopolov 5-7, 7-6 y 6-2, otros vencedores de la jornada fueron Blak, Odesnik y Gasquet, por el cuadro de dobles, la dupla Llodra/ Ram se impuso a Luczak/ Sirianni 3-6, 6-4, 10-7, también ganaron los americano Roddick/ Blake venciendo a los preclasificados número 4 Melo/ Soares 7-6, 6-4.
Por el cuadro femenino, la eslovaca Daniela Hantuchova logró su paso a los cuartos de final venciendo a Szavay 6-3, 6-1, la belga Justine Henin venció a Karatantcheva 6-4, 6-3, Wozniak no tuvo la misma suerte al caer contra Safarova en dos sets corridos, otra victoriosa de la jornada fue Pavlyuchenkova, por el cuadro de dobles se jugaron 3 partidos de los cuartos de final, es así como las parejas Hlavackova/ Hradecka, Czink/ Parra Santonja y Rodionova/ Rodionova lograron su paso a las semifinales.

### Día 5 (7 de enero)
En un complicado encuentro, Kim Clijster logró su paso a las semifinales tras vencer a Safarova 6-1, 0-6, 6-4, en la siguiente ronda se enfrentara a Petkovic que en su partido de turno venció a Hantuchova 6-4, 6-2, el otro partido de las semifinales lo disputarán las victoriosas de la jornada Ivanovic que venció 6-2, 7-6 a Pavlyuchenkova y la belga Henin que derrotó a Czink 6-2, 3-6, 7-6, por el cuadro de dobles, la dupla Czink/ Parra Santonja vencieron a las hermanas Rodionova para así clasificarse a la final.
El defensor del título Stepanek sigue con su racha ganadora venciendo a Odesnik 7-6, 6-1, la misma suerte tuvo Monfils derrotando a Blake 3-6, 6-3, 6-4, Stepanek con su pareja Berdych no lograron pasar a la semifinal tras perder con la pareja Chardy/ Gicquel 7-5, 6-4, en el otro encuentro, la pareja Melzer/ Petzchner vencieron a Llodra/ Ram 5-7, 6-2, 10-8.

### Día 6 (8 de enero)
La belga Kim Clijster logró su paso a la final tras vencer a la serbia Andrea Petkovic 6-4, 6-2, en la final se enfrentara a la también belga Justine Henin que venció a Ana Ivanovic 6-3, 6-2; por el cuadro de dobles se jugó la segunda semifinal donde la dupla Hlavackova/ Hradecka vencieron a las favoritas Amanmuradova/ Chan 2-6, 6-4, 10-7.
El favorito Andy Roddick venció en su partido de cuartos de final al francés Richard Gasquet 6-3, 7-6, en el otro partido, Tomáš Berdych venció a Thomaz Belluci 7-6, 2-6, 7-6; en el cuadro de dobles, los favoritos Dlouhy/ Paes ganaron en la semifinal a la dupla Melzer/ Petzchner 6-4, 0-6, 10-7.

### Día 7 (9 de enero)
La gran favorita, la belga Kim Clijsters se adjudica su primer campeonato de la temporada al vencer a su compatriota Justine Henin 6-3, 4-6 y 7-6 en cerca de dos horas y media; en la final de dobles, la pareja Hlavackova/ Hradecka obtuvieron el título venciendo a Czink/ Parra Santonja 2-6, 7-6, 10-4.
En las semifinales masculinas, los dos grandes favoritos consiguieron su pase a la final, Roddick venciendo a Berdych 1-6, 6-3, 6-4, y Stepanek venció a Monfils 6-2, 6-1; en la segunda semifinal del cuadro de dobles masculinos, la dupla Chardy/ Gicquel derrotaron a los americanos Roddick/ Blake 6-4, 3-6, 13-11.

### Día 8 (10 de enero)
El último día de juego del torneo empezó con la victoria en la final de la dupla Chardy/ Gicquel a Dlouhy/ Paes por 6-3, 7-6, seguido fue el partido de la final de singles masculinos, donde el americano Andy Roddick venció a Radek Stepanek en dos sets corridos 7-6, 7-6,

## Campeones
- Individuales masculinos:  Andy Roddick derrota a  Radek Štěpánek 7–6(2), 7–6(7).

- Individuales Femeninas:  Kim Clijsters derrota a Justine Henin 6-3, 4-6, 7-6(8).

- Dobles masculinos:  Jérémy Chardy/  Marc Gicquel derrotan a Lukáš Dlouhý / Leander Paes, 6–3, 7–6(5).

- Dobles Femeninas:  Andrea Hlaváčková /  Lucie Hradecká derrotan a  Melinda Czink /  Arantxa Parra Santonja, 2-6, 7-6(3), 10-4.

## Cabezas de serie
A continuación se detallan los cabeza de serie de cada categoría. Los jugadores marcados en negrita están todavía en competición. Los jugadores que ya no estén en el torneo se enumeran junto con la ronda en la cual fueron eliminados.

### Cabezas de serie (individuales masculino)
| 1. | Andy Roddick    | gana ante   | Radek Štěpánek  | Campeón          |
| 2. | Radek Štěpánek  | pierde ante | Andy Roddick    | Final            |
| 3. | Gaël Monfils    | pierde ante | Radek Štěpánek  | Semifinal        |
| 4. | Tomáš Berdych   | pierde ante | Andy Roddick    | Semifinal        |
| 5. | Sam Querrey     | pierde ante | James Blake     | 1.ª ronda        |
| 6. | Jürgen Melzer   | pierde ante | Matthew Ebden   | 1.ª ronda        |
| 7. | Jérémy Chardy   | pierde ante | Alejandro Falla | 1.ª ronda        |
| 8. | Thomaz Bellucci | pierde ante | Tomáš Berdych   | Cuartos de final |